# Puchar Azji w Piłce Nożnej 2007
Puchar Azji 2007 odbył się w dniach 7 lipca – 29 lipca 2007. Po raz pierwszy gospodarzami były aż cztery państwa – Indonezja, Malezja, Tajlandia i Wietnam. Puchar zdobyli Irakijczycy, którzy w finale pokonali Saudyjczyków. Najlepiej spośród gospodarzy spisała się reprezentacja Wietnamu, która zaszła do ćwierćfinału, ulegając późniejszemu mistrzowi kontynentu.

## Historia
Od momentu powstania w 1956, Puchar odbywał się co cztery lata – w tym samym roku co letnie igrzyska olimpijskie, Mistrzostwa Europy i Puchar Narodów Afryki. By nie przeciążać kalendarza imprez sportowych, odbierając zarazem część zainteresowania każdej z nich, AFC zdecydowała się przesunąć rozgrywki z 2008 na 2007. Kolejne Puchary Azji odbędą się więc w 2011, 2015 itd.
Kwalifikacje do turnieju rozpoczęły się 22 lutego 2006 roku, zakończyły się 15 listopada. Po raz pierwszy musiał w nich uczestniczyć zwycięzca poprzedniej edycji (w tym przypadku Japonia). W Pucharze wystąpi szesnaście drużyn, w tym czterej gospodarze: Malezja, Indonezja, Tajlandia i Wietnam. Prezydent AFC, Mohammed Bin Hammam nazwał organizowanie imprezy aż w czterech państwach pomyłką, jako że prowadzi to do dużych problemów organizacyjnych i finansowych. Stwierdził również, że gdyby miał wybór, z pewnością drugi raz by się na to nie zgodził.

## Eliminacje
Zakwalifikowany do Pucharu Azji
     Wyeliminowani
     Zdyskwalifikowani
     Nie należą do AFC

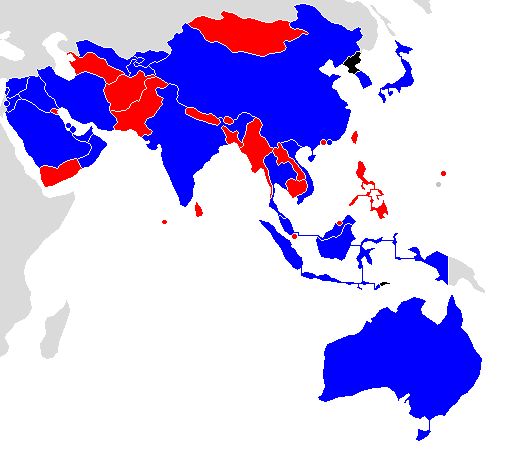
Zakwalifikowany do Pucharu Azji
Wyeliminowani
Zdyskwalifikowani
Nie należą do AFC

Eliminacje do Pucharu Azji 2007 zostały rozegrane w 6 czterodrużynowych grupach. Dwie najlepsze drużyny z każdej grupy eliminacyjnej awansowały do turnieju finałowego. Indonezja, Malezja, Tajlandia i Wietnam jako gospodarze, mieli zapewniony udział w turnieju.

## Uczestnicy mistrzostw
- Współgospodarze turnieju:
  -  Indonezja
  -  Malezja
  -  Tajlandia
  -  Wietnam

- Pozostali uczestnicy:
  -  Arabia Saudyjska
  -  Australia
  -  Bahrajn
  -  Chiny
  -  Irak (MISTRZ)
  -  Iran
  -  Japonia
  -  Katar
  -  Korea Południowa
  -  Oman
  -  Uzbekistan
  -  Zjednoczone Emiraty Arabskie

## Stadiony
| Dżakarta                     | Palembang          | Bukit Jalil                  | Shah Alam            |
| ---------------------------- | ------------------ | ---------------------------- | -------------------- |
| Stadion Gelora Bung Karno    | Stadion Jakabaring | Stadion Narodowy Bukit Jalil | Stadion Shah Alam    |
| Pojemność: 88 083            | Pojemność: 40 000  | Pojemność: 87 411            | Pojemność: 69 372    |
|                              |                    |                              |                      |
| DżakartaPalembang            | DżakartaPalembang  | Bukit JalilShah Alam         | Bukit JalilShah Alam |
| Bangkok                      | Bangkok            | Hanoi                        | HanoiHo Chi Minh     |
| Stadion Narodowy Rajamangala | Bangkok            | Stadion Narodowy Mỹ Đình     | HanoiHo Chi Minh     |
| Pojemność: 49 746            | Bangkok            | Pojemność: 40 000            | HanoiHo Chi Minh     |
|                              | Bangkok            |                              | HanoiHo Chi Minh     |
| Bangkok                      | Bangkok            | Ho Chi Minh                  | HanoiHo Chi Minh     |
| Stadion Suphachalasai        | Bangkok            | Stadion Armii                | HanoiHo Chi Minh     |
| Pojemność: 35 000            | Bangkok            | Pojemność: 25 000            | HanoiHo Chi Minh     |
|                              | Bangkok            |                              | HanoiHo Chi Minh     |

## Koszyki
16 drużyn podzielono na 4 koszyki zgodnie z Rankingiem FIFA opublikowanego w październiku 2006. W czwartym koszyku znalazły się 4 najwyżej rozstawione drużyny. W pierwszym zaś czwórka gospodarzy mistrzostw. Pozostałe drużyny przydzielono także według rankingu do koszyków nr 2 i 3.
| Koszyk 1  | Koszyk 2                     | Koszyk 3   | Koszyk 4         |
| --------- | ---------------------------- | ---------- | ---------------- |
| Indonezja | Chiny                        | Katar      | Australia        |
| Malezja   | Irak                         | Uzbekistan | Iran             |
| Tajlandia | Zjednoczone Emiraty Arabskie | Japonia    | Arabia Saudyjska |
| Wietnam   | Bahrajn                      | Oman       | Korea Południowa |

## Arbitrzy
- Matthew Breeze
- Mark Shield
- Jasim Karim
- Sun Baojie
- Masoud Moradi
- Yūichi Nishimura
- Saad Kameel Al-Fadhli
- Talaat Najm
- Abdulrahman Abdou
- Khalil Ibrahim Al-Ghamdi
- Eddy Maillet
- Kwon Jung-chul
- Lee Gi-young
- Mushen Basma
- Satop Tongkhan
- Ali Hamad Madhad Saif Al-Badwawi

## Oficjalna piłka Mistrzostw Azji 2007
Mercurial Veloci – oficjalną futbolówkę na potrzeby tegorocznego turnieju wykonała firma „Nike”. Jest to nowy model „Mercurial Veloci”. Wykonana jest z polietylenowej skóry, która sprawia, że piłka dostaje dodatkowej siły przy strzale, dzięki czemu bramkarze maja dużo więcej kłopotów z obroną. Poliester wspomaga strukturę, stabilność oraz wytrzymałość piłki. Jest odporna na warunki atmosferyczne.
Zdjęcie „Mercurial Veloci”

## Faza grupowa
Cztery grupy po cztery zespoły, każdy z każdym, jeden mecz. Dwa najlepsze zespoły awansują do ćwierćfinałów.
Legenda do tabeli:
- M – miejsce
- L.m. – liczba meczów
- Zw. – zwycięstwa
- Rem. – remisy
- Por. – porażki
- R.br. – różnica bramek
- Pkt – punkty

UWAGA!!! Godziny czasu lokalnego.

### Grupa A
| M  | Reprezentacja | L.m. | Zw. | Rem. | Por. | Bramki | R.br. | Pkt |
| 1. | Irak          | 3    | 1   | 2    | 0    | 4:2    | +2    | 5   |
| 2. | Australia     | 3    | 1   | 1    | 1    | 6:4    | +2    | 4   |
| 3. | Tajlandia     | 3    | 1   | 1    | 1    | 3:5    | -2    | 4   |
| 4. | Oman          | 3    | 0   | 2    | 1    | 1:3    | -2    | 2   |

7 lipca 2007
| Tajlandia                 | 1 - 1 (1-1) | Irak               | 19:35 - Stadion Narodowy Rajamangala, Bangkok Sędzia: Kwon Jung-Chul (Korea Południowa) Widzów: 30 000 |
| Sutee Suksomkit 6'- karny |             | Younis Mahmoud 32' | |

8 lipca 2007
| Australia      | 1 - 1 (0-1) | Oman              | 17:20 - Stadion Narodowy Rajamangala, Bangkok Sędzia: Eddy Maillet (Seszele) Widzów: 5 000 |
| Tim Cahill 90' |             | Badar Mubarak 32' |                                                                                            |

12 lipca 2007
| Oman | 0 - 2 (0-0) | Tajlandia               | 17:20 - Stadion Narodowy Rajamangala, Bangkok Sędzia: Lee Gi-Young (Korea Południowa) Widzów: 19 000 |
|      |             | Pipat Thonkanya 70' 78' | |

13 lipca 2007
| Irak                     | 3 - 1 (1-0) | Australia         | 17:20 - Stadion Narodowy Rajamangala, Bangkok Sędzia: Jasim Karim (Bahrajn) Widzów: 6 000 |
| Nashat Akram 23'         |             | Mark Viduka 47'   |                                                                                           |
| Hawar Mulla Mohammed 60' |             | Lucas Neill 90+3' |                                                                                           |
| Karrar Jassim 86'        |             |                   |                                                                                           |

16 lipca 2007
| Tajlandia | 0 - 4 (0-1) | Australia             | 19:35 - Stadion Narodowy Rajamangala, Bangkok Sędzia: Kwon Jung-Chul (Korea Południowa) Widzów: 46 000 |
|           |             | Michael Beauchamp 21' | |
|           |             | Mark Viduka 80' 83'   | |
|           |             | Harry Kewell 90'      | |

16 lipca 2007
| Oman | 0 - 0 | Irak | 19:35 - Stadion Suphachalasai, Bangkok Sędzia: Eddy Maillet (Seszele) Widzów: 500 |

### Grupa B
| M  | Reprezentacja                | L.m. | Zw. | Rem. | Por. | Bramki | R.br. | Pkt |
| 1. | Japonia                      | 3    | 2   | 1    | 0    | 8:3    | +5    | 7   |
| 2. | Wietnam                      | 3    | 1   | 1    | 1    | 4:5    | -1    | 4   |
| 3. | Zjednoczone Emiraty Arabskie | 3    | 1   | 0    | 2    | 3:6    | -3    | 3   |
| 4. | Katar                        | 3    | 0   | 2    | 1    | 3:4    | -1    | 2   |

8 lipca 2007
| Wietnam                                | 2 - 0 (0-0) | Zjednoczone Emiraty Arabskie | 19:35 - Stadion Narodowy Mỹ Đình, Hanoi Sędzia: Talaat Najm (Liban) Widzów: 39 450 |
| Huỳnh Quang Thanh 63' Lê Công Vinh 73' |             |                              |                                                                                    |

9 lipca 2007
| Japonia              | 1 - 1 (0-0) | Katar               | 17:20 - Stadion Narodowy Mỹ Đình, Hanoi Sędzia: Matthew Breeze (Australia) Widzów: 5 000 |
| Naohiro Takahara 61' |             | Sebastián Soria 88' |                                                                                          |
|                      |             | Hussein Yasser 90'  |                                                                                          |

12 lipca 2007
| Katar               | 1 - 1 (0-1) | Wietnam             | 19:35 - Stadion Narodowy Mỹ Đình, Hanoi Sędzia: Masoud Moradi (Iran) Widzów: 40 000 |
| Sebastián Soria 79' |             | Phan Thanh Bình 32' |                                                                                     |

13 lipca 2007
| Zjednoczone Emiraty Arabskie | 1 - 3 (0-3) | Japonia                      | 20:35 - Stadion Narodowy Mỹ Đình, Hanoi Sędzia: Satop Tongkhan (Tajlandia) Widzów: 5 000 |
| Sajed Al-Kas 66'             |             | Naohiro Takahara 22' 27'     |                                                                                          |
| Basheer Saeed 53'            |             | Shunsuke Nakamura 42'- karny |                                                                                          |

16 lipca 2007
| Wietnam               | 1 - 4 (1-2) | Japonia                 | 17:20 - Stadion Narodowy Mỹ Đình, Hanoi Sędzia: Matthew Breeze (Australia) Widzów: 40 000 |
| Keita Suzuki 8'- sam. |             | Sei'ichirō Maki 12' 59' |                                                                                           |
|                       |             | Yasuhito Endō 32'       |                                                                                           |
|                       |             | Shunsuke Nakamura 53'   |                                                                                           |

16 lipca 2007
| Katar               | 1 - 2 (1-0) | Zjednoczone Emiraty Arabskie | 17:20 - Stadion Armii, Ho Chi Minh Sędzia: Masoud Moradi (Iran) Widzów: 3 000 |
| Sebastián Soria 42' |             | Sajed Al-Kas 59'             |                                                                               |
|                     |             | Faisal Khalil 90'            |                                                                               |

### Grupa C
| M  | Reprezentacja | L.m. | Zw. | Rem. | Por. | Bramki | R.br. | Pkt |
| 1. | Iran          | 3    | 2   | 1    | 0    | 6:3    | +3    | 7   |
| 2. | Uzbekistan    | 3    | 2   | 0    | 1    | 9:2    | +7    | 6   |
| 3. | Chiny         | 3    | 1   | 1    | 1    | 7:6    | +1    | 4   |
| 4. | Malezja       | 3    | 0   | 0    | 3    | 1:12   | -11   | 0   |

10 lipca 2007
| Malezja                    | 1 - 5 (0-2) | Chiny             | 20:35 - Stadion Narodowy, Bukit Jalil Sędzia: Mushen Basma (Syria) Widzów: 21 155 |
| Indra Putra Mahayuddin 72' |             | Han Peng 15' 55'  |                                                                                   |
|                            |             | Shao Jiayi 36'    |                                                                                   |
|                            |             | Wang Dong 51' 90' |                                                                                   |

11 lipca 2007
| Iran                     | 2 - 1 (0-1) | Uzbekistan              | 18:20 - Stadion Narodowy, Bukit Jalil Sędzia: Saad Kameel Al Fadhli (Kuwejt) Widzów: 1 863 |
| Seyed Jalal Hosseini 55' |             | Rahman Rezaei 16'- sam. |                                                                                            |
| Javad Kazemian 78'       |             |                         |                                                                                            |

14 lipca 2007
| Uzbekistan                                   | 5 - 0 (3-0) | Malezja | 18:20 - Stadion Narodowy, Bukit Jalil Sędzia: Abdulrahman Abdou (Katar) Widzów: 7 137 |
| Maksim Shatskix 10' 89'                      |             |         |                                                                                       |
| Timur Kapadze 29' Ulugbek Bakayev 45'- karny |             |         |                                                                                       |
| Aziz Ibragimov 85'                           |             |         |                                                                                       |

15 lipca 2007
| Chiny            | 2 - 2 (2-1) | Iran               | 18:20 - Stadion Narodowy, Bukit Jalil Sędzia: Khalil I. Al Ghamdi (Arabia Saudyjska) Widzów: 5 938 |
| Shao Jiayi 5'    |             | Ferydoon Zandi 45' | |
| Mao Jianqing 36' |             | Javad Nekounam 76' | |

18 lipca 2007
| Malezja | 0 - 2 (0-1) | Iran                      | 20:35 - Stadion Narodowy, Bukit Jalil Sędzia: Mushen Basma (Syria) Widzów: 5 520 |
|         |             | Javad Nekounam 25'- karny |                                                                                  |
|         |             | Andranik Teymourian 70'   |                                                                                  |

18 lipca 2007
| Uzbekistan            | 3 - 0 (0-0) | Chiny | 20:35 - Stadion Shah Alam, Shah Alam Sędzia: Saad Kameel Al Fadhli (Kuwejt) Widzów: 2 200 |
| Maksim Shatskix 72'   |             |       |                                                                                           |
| Timur Kapadze 86'     |             |       |                                                                                           |
| Aleksandr Geynrix 90' |             |       |                                                                                           |

### Grupa D
| M  | Reprezentacja    | L.m. | Zw. | Rem. | Por. | Bramki | R.br. | Pkt |
| 1. | Arabia Saudyjska | 3    | 2   | 1    | 0    | 7:2    | +5    | 7   |
| 2. | Korea Południowa | 3    | 1   | 1    | 1    | 3:3    | 0     | 4   |
| 3. | Indonezja        | 3    | 1   | 0    | 2    | 3:4    | -1    | 3   |
| 4. | Bahrajn          | 3    | 1   | 0    | 2    | 3:7    | -4    | 3   |

10 lipca 2007
| Indonezja             | 2 - 1 (1-1) | Bahrajn                 | 17:20 - Stadion Gelora Bung Karno, Dżakarta Sędzia: Yuichi Nishimura (Japonia) Widzów: 65 000 |
| Budi Sudarsono 14'    |             | Sayed Mahmood Jalal 27' |                                                                                               |
| Bambang Pamungkas 64' |             |                         |                                                                                               |

11 lipca 2007
| Korea Południowa  | 1 - 1 (0-0) | Arabia Saudyjska             | 19:35 - Stadion Gelora Bung Karno, Dżakarta Sędzia: Mark Shield (Australia) Widzów: 45 110 |
| Choi Sung-kuk 66' |             | Jassir Al-Kahtani 77'- karny |                                                                                            |

14 lipca 2007
| Arabia Saudyjska      | 2 - 1 (1-1) | Indonezja       | 19:35 - Stadion Gelora Bung Karno, Dżakarta Widzów: 87 000 Sędzia: Ali Hamad Madhad Saif Al-Badwawi (ZEA) |
| Jassir Al-Kahtani 12' |             | Ellie Aiboy 20' | |
| Saad Al-Harthi 90'    |             |                 | |

15 lipca 2007
| Bahrajn                | 2 - 1 (1-1) | Korea Południowa | 19:35 - Stadion Gelora Bung Karno, Dżakarta Sędzia: Baojie Sun (Chiny) Widzów: 9 000 |
| Salman Isa 43'         |             | Kim Do-heon 4'   |                                                                                      |
| Ismaeel Abdullatif 85' |             |                  |                                                                                      |

18 lipca 2007
| Indonezja | 0 - 1 (0-1) | Korea Południowa | 17:20 - Stadion Gelora Bung Karno, Dżakarta Sędzia: Mark Shield (Australia) Widzów: 87 000 |
|           |             | Kim Jung-woo 33' |                                                                                            |

18 lipca 2007
| Arabia Saudyjska           | 4 - 0 (2-0) | Bahrajn | 17:20 - Stadion Jakabaring, Palembang Sędzia: Yuichi Nishimura (Japonia) Widzów: 500 |
| Ahmed Al-Mousa 18'         |             |         |                                                                                      |
| Abdulrahman Al-Qahtani 45' |             |         |                                                                                      |
| Taisir Al-Jassim 68' 80'   |             |         |                                                                                      |

## Faza pucharowa
|  |                             |                  |                       |                             |       |           |                          |                           |                           |                           |                   |       |       |
|  | Ćwierćfinały                | Ćwierćfinały     | Ćwierćfinały          |                             |       | Półfinały | Półfinały                | Półfinały                 |                           |                           | Finał             | Finał | Finał |
|  | Ćwierćfinały                | Ćwierćfinały     | Ćwierćfinały          |                             |       | Półfinały | Półfinały                | Półfinały                 |                           |                           | Finał             | Finał | Finał |
|  | 21 lipca 2007 - Bangkok     |                  |                       |                             |       |           |                          |                           |                           |                           |                   |       |       |
|  |                             |                  |                       |                             |       |           |                          |                           |                           |                           |                   |       |       |
|  | Irak                        | Irak             | 2                     |                             |       |           |                          |                           |                           |                           |                   |       |       |
|  | Irak                        | Irak             | 2                     | 25 lipca 2007 – Bukit Jalil |       |           |                          |                           |                           |                           |                   |       |       |
|  | Wietnam                     | Wietnam          | 0                     |                             |       |           |                          |                           |                           |                           |                   |       |       |
|  | Wietnam                     | Wietnam          | 0                     |                             |       | Irak      | Irak                     | 0 (4)                     |                           |                           |                   |       |       |
|  | 22 lipca 2007 – Bukit Jalil |                  |                       |                             |       | Irak      | Irak                     | 0 (4)                     |                           |                           |                   |       |       |
|  |                             |                  | Korea Południowa      | Korea Południowa            | 0 (3) |           |                          |                           |                           |                           |                   |       |       |
|  | Iran                        | Iran             | Korea Południowa      | Korea Południowa            | 0 (3) | 0 (2)     |                          |                           |                           |                           |                   |       |       |
|  | Iran                        | Iran             |                       |                             |       | 0 (2)     | 29 lipca 2007 – Dżakarta |                           |                           |                           |                   |       |       |
|  | Korea Południowa            | Korea Południowa | 0 (4)                 |                             |       |           |                          |                           |                           |                           |                   |       |       |
|  | Korea Południowa            | Korea Południowa | 0 (4)                 |                             |       | Irak      | Irak                     | 1                         |                           |                           |                   |       |       |
|  | 21 lipca 2007 - Hanoi       |                  |                       |                             |       | Irak      | Irak                     | 1                         |                           |                           |                   |       |       |
|  |                             |                  | Arabia Saudyjska      | Arabia Saudyjska            | 0     |           |                          |                           |                           |                           |                   |       |       |
|  | Japonia                     | Japonia          | Arabia Saudyjska      | Arabia Saudyjska            | 0     | 1 (4)     |                          |                           |                           |                           |                   |       |       |
|  | Japonia                     | Japonia          | 25 lipca 2007 – Hanoi |                             |       | 1 (4)     |                          |                           |                           |                           |                   |       |       |
|  | Australia                   | Australia        | 1 (3)                 |                             |       |           |                          |                           |                           |                           |                   |       |       |
|  | Australia                   | Australia        | 1 (3)                 |                             |       | Japonia   | Japonia                  | 2                         | Mecz o 3. miejsce         | Mecz o 3. miejsce         | Mecz o 3. miejsce |       |       |
|  | 22 lipca 2007 - Dżakarta    |                  |                       |                             |       | Japonia   | Japonia                  | 2                         | Mecz o 3. miejsce         | Mecz o 3. miejsce         | Mecz o 3. miejsce |       |       |
|  |                             |                  | Arabia Saudyjska      | Arabia Saudyjska            | 3     |           |                          | 28 lipca 2007 - Palembang | 28 lipca 2007 - Palembang | 28 lipca 2007 - Palembang |                   |       |       |
|  | Arabia Saudyjska            | Arabia Saudyjska | Arabia Saudyjska      | Arabia Saudyjska            | 3     | 2         |                          | 28 lipca 2007 - Palembang | 28 lipca 2007 - Palembang | 28 lipca 2007 - Palembang |                   |       |       |
|  | Arabia Saudyjska            | Arabia Saudyjska |                       |                             |       |           |                          | Korea Południowa          | Korea Południowa          | 0 (6)                     |                   |       |       |
|  | Uzbekistan                  | Uzbekistan       | 1                     |                             |       |           |                          |                           | Korea Południowa          | 0 (6)                     |                   |       |       |
|  | Uzbekistan                  | Uzbekistan       | 1                     |                             |       |           |                          | Japonia                   | Japonia                   | 0 (5)                     |                   |       |       |
|  |                             |                  |                       |                             |       |           |                          |                           | Japonia                   | 0 (5)                     |                   |       |       |

## Ćwierćfinały
21 lipca 2007 1 mecz ćwierćfinału
| Irak                  | 2 - 0 (1-0) | Wietnam | 20:20 - Stadion Narodowy Rajamangala, Bangkok Sędzia: Yuichi Nishimura (Japonia) Widzów: 9 720 |
| Younis Mahmoud 2' 66' |             |         |                                                                                                |

22 lipca 2007 2 mecz ćwierćfinału
| Iran                     | 0 - 0 (0-0, 0-0) k. 2 : 4 | Korea Południowa    | 18:20 - Stadion Narodowy, Bukit Jalil Sędzia: Ali Hamad Madhad Saif Al-Badwawi (ZEA) Widzów: 8 629 |
|                          | Rzuty karne 2 - 4         |                     | |
| Ferydoon Zandi - GOL     |                           | Lee Chun-soo - GOL  | |
| Mehdi Mahdawikia - pudło |                           | Kim Sang-sik - GOL  | |
| Reza Enayati - GOL       |                           | Kim Do-heon - pudło | |
| Rasoul Khatibi - pudło   |                           | Cho Jae-jin - GOL   | |
|                          |                           | Kim Jung-woo - GOL  | |

21 lipca 2007 3 mecz ćwierćfinału
| Japonia                  | 1 - 1 (0-0, 1-1) k. 4 : 3 | Australia            | 17:20 - Stadion Narodowy Mỹ Đình, Hanoi Sędzia: Saad Kameel Al-Fadhli (Kuwejt) Widzów: 25 000 |
| Naohiro Takahara 72'     |                           | John Aloisi 69'      |                                                                                               |
|                          |                           | Vincenzo Grella 76'  |                                                                                               |
|                          | Rzuty karne 4 - 3         |                      |                                                                                               |
| Shunsuke Nakamura - GOL  |                           | Harry Kewell - pudło |                                                                                               |
| Yasuhito Endō - GOL      |                           | Lucas Neill - pudło  |                                                                                               |
| Yūichi Komano - GOL      |                           | Tim Cahill - GOL     |                                                                                               |
| Naohiro Takahara - pudło |                           | Nick Carle - GOL     |                                                                                               |
| Yūji Nakazawa - GOL      |                           | David Carney - GOL   |                                                                                               |

22 lipca 2007 4 mecz ćwierćfinału
| Arabia Saudyjska     | 2 - 1 (1-0) | Uzbekistan        | 20:20 - Stadion Gelora Bung Karno, Dżakarta Sędzia: Kwon Jung-Chul (Korea Południowa) Widzów: 12 000 |
| Jassir Al-Kahtani 3' |             | Pavel Solomin 81' | |
| Ahmed Al-Mousa 75'   |             |                   | |

## Półfinały
25 lipca 2007 1 mecz półfinału
| Irak                       | 0 - 0 (0-0, 0-0) k. 4 : 3 | Korea Południowa     | 18:20 - Stadion Narodowy, Bukit Jalil Sędzia: Saad Kameel Al-Fadhli (Kuwejt) Widzów: 12 500 |
|                            | Rzuty karne 4 - 3         |                      |                                                                                             |
| Hawar Mulla Mohammed - GOL |                           | Lee Chun-soo - GOL   |                                                                                             |
| Qusay Munir - GOL          |                           | Lee Dong-gook - GOL  |                                                                                             |
| Haidar Abdul-Amir - GOL    |                           | Cho Jae-jin - GOL    |                                                                                             |
| Ahmad Mnajed - GOL         |                           | Yeom Ki-hoon - pudło |                                                                                             |
|                            |                           | Kim Jung-woo - pudło |                                                                                             |

25 lipca 2007 2 mecz półfinału
| Japonia           | 2 - 3 (1-1) | Arabia Saudyjska      | 20:20 - Stadion Narodowy Mỹ Đình, Hanoi Sędzia: Matthew Breeze (Australia) Widzów: 10 000 |
| Yūji Nakazawa 37' |             | Jassir Al-Kahtani 35' |                                                                                           |
| Yūki Abe 53'      |             | Malek Mouath 47' 57'  |                                                                                           |

## Mecz o 3 miejsce
28 lipca 2007
| Korea Południowa   | 0 - 0 (0-0, 0-0) k. 6 : 5 | Japonia                 | 19:35 - Stadion Jakabaring, Palembang Widzów: 25 000 Sędzia: Ali Hamad Madhad Saif Al-Badwawi (ZEA) |
| Kang Min-soo 57'   |                           |                         | |
|                    | Rzuty karne 6 - 5         |                         | |
| Cho Jae-jin - GOL  |                           | Shunsuke Nakamura - GOL | |
| Oh Bum-seok - GOL  |                           | Yasuhito Endō - GOL     | |
| Lee Chun-soo - GOL |                           | Yūki Abe - GOL          | |
| Lee Ho - GOL       |                           | Yūichi Komano - GOL     | |
| Kim Jin-kyu - GOL  |                           | Yūji Nakazawa - GOL     | |
| Kim Chi-woo - GOL  |                           | Naotake Hanyū - pudło   | |

## Finał
29 lipca 2007
| Irak               | 1 - 0 (0-0) | Arabia Saudyjska | 19:35 - Stadion Gelora Bung Karno, Dżakarta Sędzia: Mark Shield (Australia) Widzów: 60 000 |
| Younis Mahmoud 71' |             |                  |                                                                                            |

## Klasyfikacja strzelców
4 gole
- Jassir Al-Kahtani
- Younis Mahmoud
- Naohiro Takahara

3 gole
- Mark Viduka
- Sebastián Soria
- Maksim Shatskix

2 gole
- Taisir Al-Jassim
- Ahmed Al-Mousa
- Malek Mouath
- Han Peng
- Shao Jiayi
- Wang Dong
- Javad Nekounam
- Sei'ichirō Maki
- Shunsuke Nakamura
- Pipat Thonkanya
- Timur Kapadze
- Sajed Al-Kas

1 gol
- Saad Al-Harthi
- Abdulrahman Al-Qahtani
- John Aloisi
- Michael Beauchamp
- Tim Cahill
- Harry Kewell
- Ismaeel Abdullatif
- Salman Isa
- Sayed Mahmood Jalal
- Mao Jianqing
- Ellie Aiboy
- Bambang Pamungkas
- Budi Sudarsono
- Nashat Akram
- Karrar Jassim
- Hawar Mulla Mohammed
- Seyed Jalal Hosseini
- Javad Kazemian
- Andranik Teymourian
- Ferydoon Zandi
- Yūki Abe
- Yasuhito Endō
- Yūji Nakazawa
- Choi Sung-kuk
- Kim Do-heon
- Kim Jung-woo
- Indra Putra Mahayuddin
- Badar Mubarak
- Sutee Suksomkit
- Ulugbek Bakayev
- Aleksandr Geynrix
- Aziz Ibragimov
- Pavel Solomin
- Huỳnh Quang Thanh
- Lê Công Vinh
- Phan Thanh Bình
- Faisal Khalil

## Gole samobójcze
1 gol
- Rahman Rezaei (dla Uzbekistanu)
- Keita Suzuki (dla Wietnamu)

## Czerwone kartki
Sędziowie na turnieju o Puchar Azji sięgali do kieszonki po czerwony kartonik 5-krotnie. Najwięcej, bo 2 czerwone kartki zdobyła Australia.
- Hussein Yasser - 1 kartka (w meczu z Japonią)
- Lucas Neill - za drugą żółtą (w meczu z Irakiem)
- Basheer Saeed - 1 kartka (w meczu z Japonią)
- Vincenzo Grella - 1 kartka (w meczu z Japonią)
- Kang Min-soo - za drugą żółtą (w meczu z Japonią)

## Nagrody indywidualne
| Złote Buty                                              | Złota Piłka      |
| ------------------------------------------------------- | ---------------- |
| - Naohiro Takahara - Jassir Al-Kahtani - Younis Mahmoud | - Younis Mahmoud |